# Hemipecteros dyari
Hemipecteros dyari är en fjärilsart som beskrevs av William Schaus 1920. Hemipecteros dyari ingår i släktet Hemipecteros och familjen tandspinnare. Inga underarter finns listade i Catalogue of Life.